# Polityka lokalizacyjna
Zasugerowano, aby zintegrować ten artykuł z artykułem Polityka regionalna. Nie opisano powodu propozycji integracji.
Polityka lokalizacyjna – polityka służąca realizacji założeń polityki regionalnej i pożądanego przestrzennego zagospodarowania kraju poprzez odpowiednie sterowanie rozmieszczeniem inwestycji.